# Netzwerk e. V.
Netzwerk e. V. (vollständiger Name: Netzwerk e. V. – Soziale Dienste und Ökologische Bildung) ist ein anerkannter Freier Träger der Jugendhilfe gemäß § 75 SGB VIII. Der Verein ging 2003 aus der Fusionierung der beiden Träger Ökumenische Förderergemeinschaft für soziale Dienste e. V. und Natur & Kultur – Institut für Ökologische Forschung und Bildung e. V. hervor. Der Verein führt mit seinen rund 900 Mitarbeitenden an mehr als dreißig Standorten in Köln, Rösrath und Mönchengladbach vielfältige Angebote zur Pädagogik und Bildung im Kindes- und Jugendalter durch. Zu den Einrichtungen und Fachbereichen zählen Kindertagesstätten, Offene Ganztagsschulen, Jugendberufshilfen, die Stationäre Jugendhilfe sowie Sozialraumkoordination Bilderstöckchen. Sein Leitbild orientiert sich an einer Bildung für nachhaltige Entwicklung (BNE).

## Geschichte
Die sowohl sozialpolitische als auch kulturökologische Zeitreise in die Geschichte von Netzwerk e. V. reicht mit seinen Vorgängereinrichtungen Ökumenische Förderergemeinschaft und Natur & Kultur bis in die 1950er bzw. 1990er Jahre zurück. Ausgangspunkt für die Gründung der Fördergemeinschaft war die prekäre Situation obdachloser Kinder und Jugendlicher im Raum Düsseldorf und Neuss gegen Ende der 1950er Jahre. Der zu dem Zeitpunkt als Schaufensterdekorateur tätige Johannes Wasmuth erkannte den Bedarf an Hilfsangeboten für Familien vor Ort und entwickelte mit der Zeit ein Angebot zur Einbindung der Jugendlichen aus Obdachloseneinrichtungen.[1] Die Aktivitäten fokussierten sich in den ersten Jahren auf Hilfen für obdachlose Menschen in Düsseldorf und in den Folgejahren auf Unterstützungsangebote mit Schwerpunkten in den Städten Bonn und Köln.
Parallel zur Entwicklung der Fördergemeinschaft erfolgte im Jahr 1991 auf Initiative von Pädagogen, Naturwissenschaftlern und Künstlern, die sich für umweltbewusstes Handeln in der Stadt Köln engagierten, die Gründung des Vereins Natur & Kultur e. V. (später: Natur & Kultur – Institut für Ökologische Forschung und Bildung, kurz: Natur & Kultur). Zu Beginn der 1990er Jahre waren ökologische Fragestellungen zunehmend in das öffentliche Bewusstsein gerückt. In Köln bildeten sich erste umweltpädagogische Arbeitskreise. Aus seiner Arbeit gingen zahlreiche innovative Projektansätze mit dem Schwerpunkt einer „Ökologischen Bildung“ hervor. Diese Projektvorhaben wurden auch nach dem Zusammenschluss mit der Fördergemeinschaft in vergleichbarer Weise weitergeführt.
Während sich im Laufe der mehr als 40-jährigen Geschichte der Förderergemeinschaft verschiedene Jugendhilfeeinrichtungen fest etabliert hatten, war Natur & Kultur e. V. zum Zeitpunkt der Fusionierung durch regionale und internationale ökologische Bildungsprojekte als ökologische Bildungseinrichtung bekannt geworden.[2] Ausgangspunkt für die Fusionierung war die mehrjährige enge Kooperation beider Vereine im Rahmen der von der Europäischen Union geförderten Gemeinschaftsinitiative EQUAL und die punktuelle Zusammenarbeit in Stadtteilprojekten. In einem Teilprojekt von EQUAL wurde unter Federführung des Schulamtes der Stadt Köln der JobPass mit dem Ziel entwickelt, benachteiligten Jugendlichen durch die Anerkennung von Teilqualifikationen den Übergang Schule-Beruf zu erleichtern. Die sich ergänzenden Erfahrungen während der intensiven Zusammenarbeit führten zu dem Beschluss, beide Vereine strukturell miteinander zu verbinden. Die Verzahnung der beiden Standbeine Soziale Dienste und Ökologische Bildung versprach eine längerfristige Planungssicherheit und verringerte Abhängigkeit von befristeten Projektvorhaben.
Die Fusionierung der beiden Vereine Ökumenische Förderergemeinschaft für Soziale Dienste e. V. und Natur & Kultur – Institut für Ökologische Bildung e. V. zum neuen Jugendhilfeträger Netzwerk e. V. – Soziale Dienste und Ökologische Bildungsarbeit, seit 2007: Netzwerk e. V. – Soziale Dienste und Ökologische Bildung (Netzwerk e. V.) erfolgte im Jahr 2003.

## Leitbild
Zur Vereinsphilosophie von Netzwerk e. V. gehört die Verfolgung des Ziels einer Nachhaltigen Entwicklung im Sinne der 17 UN-Nachhaltigkeitsziele (SDGs). Das Leitbild einer Bildung für Nachhaltige Entwicklung ist Eckpfeiler für zukunftsgerichtete Arbeit und innovative Projekte von Netzwerk e. V.[1]
Zu den Zielen einer Bildung für Nachhaltige Entwicklung gehören
- die Erschließung von zukunftsrelevantem Wissen,
- die Förderung von Kompetenzen, die Menschen ermutigen und befähigen, sich an der Gestaltung der Gegenwart und der Zukunft verantwortlich zu beteiligen,
- die Erfahrung und Erkenntnis, dass man sich an der Gestaltung des eigenen Lebens gemeinsam mit anderen beteiligen kann und durch heutiges Handeln Zukunft auch für spätere Generationen sichern kann.

## Struktur und Organisation
Netzwerk e. V. führt an mehr als 30 Standorten in Köln, Rösrath und Mönchengladbach insbesondere Angebote zur Pädagogik und Bildung im Kindes- und Jugendalter durch. Diese werden zentral von der Geschäftsstelle in Köln-Bilderstöckchen koordiniert. Die Geschäftsstelle ist Hauptsitz für Finanzbuchhaltung, Personalwesen, Verwaltung der Elternbeiträge und Vertragswesen, Organisation und Steuerung der verschiedenen Fachbereiche, Projektmanagement, Technik und IT.

## Einrichtungen und Bereiche von Netzwerk e. V.

### Jugendwerkstatt Nippes
In der Jugendwerkstatt werden sozial benachteiligte und individuell beeinträchtigte junge Menschen nach Beendigung der Schulpflicht in einer handwerklich orientierten Ausrichtung in Gruppen mit je acht Teilnehmern in sozialen Kompetenzen und beruflichen Fertigkeiten trainiert. Die Jugendlichen können hierfür zwischen den Bereichen Holz, Metall und Hauswirtschaft wählen. In enger Kooperation betreuen, begleiten und qualifizieren Sozialarbeiter, Werkanleiter und Lehrkräfte die Jugendlichen und jungen Erwachsenen auf dem Weg von der Schule bis hin zum Einstieg in die Berufs- und Arbeitswelt.

### Kindertagesstätten
In den Kindertagesstätten von Netzwerk e. V. werden Kinder bei der Entfaltung ihrer individuellen Fähigkeiten und Bedürfnisse unterstützt. Den Kindern stehen hierfür engagierte, verlässliche und kompetente Fachkräfte zur Seite, die ihnen Zeit und Sicherheit bieten, um sich altersgemäß und entsprechend ihrer Neigungen und Talente zu entwickeln und eigene Entscheidungen treffen zu können. In allen Kitas werden für die Kinder Bedingungen geschaffen, die den Bezug zu Lebenssituationen unterstützen und ihre Kompetenzen herausfordern. Ziele sind die Entwicklung von Selbstkompetenz, Sozialkompetenz sowie Sach- und Methodenkompetenz, die auch zu den Bildungsgrundsätzen des Landes NRW gehören.
Folgende Kitas befinden sich in der Trägerschaft des Vereins:
- Kindertagesstätte Elfenland in Köln-Sürth,
- Kindertagesstätte Märchenschloss in Köln-Zollstock,
- Kindertagesstätte Longericher Straße in Köln-Bilderstöckchen und
- Kindertagesstätte Zauberwald in Köln-Müngersdorf

Gemeinsam mit dem Verbundpartner Diakonisches Werk Köln und Region gGmbH hat sich Netzwerk e. V. zum Familienzentrum Bilderstöckchen zusammengeschlossen, das seit 2008 zertifiziert ist. Zum Konzept des Familienzentrums gehört es, möglichst vielfältige und praktische Angebote für Familien anzubieten. Hierzu gehören Beratungsangebote und offene Sprechstunden, in denen Eltern ihre Anliegen in einem geschützten Raum zur Sprache bringen können sowie Angebote zum Austausch, wie Elterncafés und interkulturell ausgerichtete Veranstaltungen.

### Sozialraum Bilderstöckchen | Sozialraumkoordination
Bilderstöckchen, auch Zwischenstadtteil des ersten Vorortgürtels genannt, liegt im Stadtbezirk Nippes im Norden Kölns. Der Stadtteil zeichnet sich durch eine spannungsreiche Mischung aus Wohngebieten mit und ohne besonderem Förderbedarf bis hin zu gutbürgerlichen Einfamilienhäusern in Privateigentum sowie weitläufigen Gewerbeflächen aus. Zur Optimierung der Zusammenarbeit zwischen den Akteuren vor Ort, städtischen Dienststellen und weiteren Institutionen und Einrichtungen wurde Bilderstöckchen 2006 als einer von nunmehr 15 ausgewiesenen Sozialräumen Kölns unter Einrichtung einer Sozialraumkoordination in das städtische Förderkonzept Lebenswerte Veedel – Bürger- und Sozialraumorientierung in Köln aufgenommen. Aufgabe der Sozialraumkoordination ist es, Angebote, Ressourcen, Themen und Bedarfe der Menschen und Akteure im Sozialraumgebiet zu ermitteln und Kontakte zwischen Bürgern, Behörden und weiteren Institutionen herzustellen. Die Verbesserung der Lebensbedingungen und der Teilhabechancen der Bewohner ist dabei erklärtes Ziel. In enger Anbindung an das Bürgeramt Nippes ist die Sozialraumkoordination vermittelnde Instanz zwischen den Bewohnern und den Akteuren vor Ort auf der einen und der Verwaltung und Politik auf der anderen Seite. Die Themenfelder der Sozialraumkoordination reichen von Kinder, Jugend, Familie und Senioren über Soziales, Bildung, Wohnen, Kultur, Sport, Gesundheit und Umweltgerechtigkeit bis hin zu Wirtschaft und Arbeit, Sicherheit, Gemeinwesen und Politik. Im Sozialraumgebiet Bilderstöckchen liegt zudem der besondere Fokus auf einer Nachhaltigen Entwicklung als Querschnittsthema.

### Jugendwohngemeinschaft Mönchengladbach
Als stationäres Jugendhilfeangebot unterstützt die Jugendwohngemeinschaft junge Menschen, die aus unterschiedlichen Gründen außerhalb ihrer eigenen Familie leben, auf dem Weg in ein selbstständiges Leben und bietet ihnen ein neues Zuhause. Die jungen Menschen erfahren hier die Bedeutung von Eigenverantwortung und sie erlernen in der Gemeinschaft soziales Verhalten sowie lebenspraktische Fähigkeiten und Fertigkeiten. Seit 1979 werden bis zu 11 Mädchen und Jungen im Alter von 14 bis 18 Jahren aufgenommen.

### Offener Ganztag (OGS)
Die Offene Ganztagsschule (kurz „OGS“ genannt) ermöglicht eine feste Betreuungszeit im Anschluss an den Unterricht, in der Regel bis in den Nachmittag. Dabei ergänzen sich Unterrichts- und Ganztagsangebote mit dem Ziel einer umfassenden und ganzheitlichen Bildung und Entwicklung der Kinder. Netzwerk e. V. ist aktuell Kooperationspartner von 26 Ganztagsschulen unterschiedlicher Schulformen. Dabei wird Bildung im Nachmittagsbereich lebendig im Freispiel, in Arbeitsgemeinschaften, Projekten und Ausflügen vermittelt. Die pädagogischen Teams von Netzwerk e. V. eröffnen den Kindern gemeinsam mit Kooperationspartnern in einem ganzheitlichen Ansatz verschiedene Bildungsbereiche. Dazu gehören Bildungsangebote im musischen, interkulturellen, sportlichen, ökologischen, naturwissenschaftlichen oder gesundheitlichen Bereich und die Förderung der Medien- und Sozialkompetenz.
Der Großteil der Partnerschulen verfügt über eine Schulküche, in denen das Essen für die Kinder täglich vor Ort zubereitet wird. Dabei legt der Träger Wert auf eine gute und gesunde Versorgung. Die Schulverpflegung wurde von der Deutschen Gesellschaft für Verpflegung (DGE) zertifiziert.
Seit 2007 hält Netzwerk e. V. in Kooperation mit Förderschulen für emotionale und soziale Entwicklung Hilfen zur Erziehung für besonders förderbedürftige Kinder im Auftrag des Jugendamtes vor. Diese vorwiegend nachmittäglich angebotenen Programme der sonder- und sozialpädagogischen Aktivitäten sind eng mit dem Unterrichtsauftrag am Vormittag verzahnt. Als freiwilliges Angebot können Eltern mit besonderen Erziehungsfragen dieses Angebot an den entsprechenden Förderschulen durch eine Betreuungsvereinbarung mit dem Jugendamt und Netzwerk e. V. erhalten.

### Schulsozialarbeit
Schulsozialarbeit ist Soziale Arbeit in und an Schule. Sie ist im Schnittfeld von Schule sowie Kinder- und Jugendhilfe verortet. Im Juni 2021 wurde das Aufgabenfeld Schulsozialarbeit in §13a in das Kinder- und Jugendhilfegesetz aufgenommen. Bei Netzwerk e. V. werden an zehn Grundschulen während der Unterrichtszeiten und im Offenen Ganztag Schulsozialarbeiter eingesetzt. Sie agieren in einem komplexen Aufgabenfeld, indem sie viele Maßnahmen von Jugendhilfe und Schule täglich aufeinander abstimmen. Sie sind vor Ort vertrauensvolle Ansprechpartner für die Kinder, sie beraten Eltern z. B. zu Themen wie Erziehung, Kindeswohl, sie unterstützen die Kinder bei der Mitwirkung an Schule z. B. in Form von Kinderparlamenten, sie unterstützen die Schule bei der Vernetzung im Stadtteil.

### Inklusionsbegleitung im Pool-Modell
Ziel der Betreuung von Kindern und Jugendlichen in den Partnerschulen von Netzwerk e. V. ist die gleichberechtigte Teilnahme am Schulleben, Chancengleichheit auf Bildung und größtmögliche Selbständigkeit. So bietet der Verein Kindern und Jugendlichen mit körperlicher, geistiger, sozial-emotionaler und/oder seelischer Beeinträchtigung Unterstützung in Form einer Schulbegleitung. Die Begleitung gestaltet sich nach den individuellen Bedürfnissen der Kinder. Um die Kinder in ihrem Streben nach Selbstständigkeit zu unterstützen, handeln Mitarbeitende in der Inklusionsbegleitung nach der Maßgabe „so viel wie nötig und so wenig wie möglich“.
Netzwerk e. V. bietet Inklusionsbegleitung im IBIS- oder INBUS-Pool-Modell an. Teams aus Inklusionsbegleitern arbeiten, unterstützt durch eine Koordination, am jeweiligen Standort. IBiS steht für Inklusive Bildung in Schule. Dieses Poolmodell richtet sich an Offene Ganztagsschulen im Grundschulbereich, in denen Kinder im Regelschulbetrieb zusammen mit Kindern mit Förderbedarf im Rahmen des Gemeinsamen Lernens (GL) unterrichtet werden. Im Poolmodell Inklusive Bildung und Schule (InBuS) werden Kinder in Förderschulen für soziale und emotionale Entwicklung sowohl in der Primarstufe als auch in weiterführenden Klassen unterstützt.

### Natur und Kultur
Mit der Entwicklung und Durchführung von nationalen und internationalen Bildungsprojekten und -formaten unterstützt das Team von Natur & Kultur die Umsetzung der von den Vereinten Nationen 2015 beschlossenen 17 Ziele für Nachhaltige Entwicklung, die Sustainable Development Goals (SDGs).
Eine Bildung für Nachhaltige Entwicklung (BNE) ist für Natur & Kultur ein zentrales Anliegen und fließt als Querschnittsaufgabe in alle Einrichtungen von Netzwerk e. V. ein. Das Aufgabenfeld spiegelt sich seit vielen Jahren in der Ausrichtung von zahlreichen Projekten und Angeboten an den Schnittstellen Ökologie, Ökonomie und Soziales und auch im Leitbild von Netzwerk e. V.